# 义塘郡
义塘郡，中国南北朝时设置的郡。
东魏武定七年（549年）置，治所在义塘（今赣榆县徐福镇临马疃村东）。领义塘、归义、怀仁3县。隋开皇三年（583年）废。